# Фейгоу

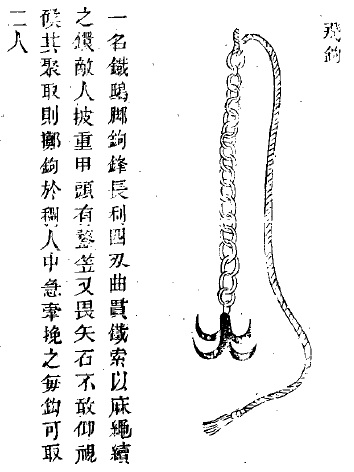
Фейгоу. Ілюстрація з Убей чжи, XVII століття.

Фейгоу (кит. спр. 飞 钩, піньїнь: fēi gōu, буквально «літаючі гаки»), фейчжуа (кит. спр. 飞爪, піньїнь: fēi zhuǎ, буквально «літаючі кігті») — китайська гнучко-суглобиста  зброя. Являла собою мотузку, до якої кріпилася бойова частина у вигляді гаків. З'явилася в період  Суй (кінець VI — початок VII століття), найбільшого поширення досягло в період  Сун (X—XIII століття), однак при цьому залишалося рідкісним типом зброї.
Бойова частина фейгоу, за формою схожа з  абордажною «кішкою», в довжину трохи перевищувала 10 см. В деяких випадках до неї кріпився ланцюг невеликої довжини, до якого, в свою чергу, прив'язувалася мотузка. Схожим з фейгоу була японська кагінава (кaginawa). Подібна зброя могла застосовуватися як інструмент, що допомагає долати перешкоди.
Бойова частина фейчжуа було виконано у вигляді лапи з рухомими кігтями, загнутими всередину, і за розміром трохи перевершувала людську голову. Кігті, що зачепилися за об'єкт, стискалися при збільшенні сили натягу мотузки. Довжина мотузки в деяких випадках могла досягати 10 м.
Існували й інші різновиди подібної зброї. «Крюк драконівських вусів» (кит. спр. 龙须 钩, піньїнь: lóng xū gōu, акад. лунсюйґоу), що виник в період Сун, відрізнявся U-подібною бойовою частиною, оздобленою безліччю маленьких шипів. Близьким була зброя чжа, до різновидів якої належали мей чжа (кит. трад. 梅 咤, піньїнь: méi zhà, буквально «кігті квітки сливи») і лун чжа (кит. трад. 龙 咤, піньїнь: lóng zhà, буквально «кігті дракона»). Вони оснащувалися шипами, спрямованими від центру в різні боки, так що бойова частина чжа мала схожість з плоскою зіркою.